# プライムタイム・エミー賞 作品賞 (コメディ・シリーズ部門)
プライムタイム・エミー賞 作品賞 (コメディ・シリーズ部門)（Primetime Emmy Award for Outstanding Comedy Series）は、プライムタイム・エミー賞の部門の一つ。テレビドラマ作品自体へと賞が贈られるエミー賞の最重要部門の一つである。その年アメリカで放送されたコメディ・シリーズ作品数本を候補に選び、その中の1本にこの名誉が与えられる。1957年と1965年は受賞作が選出されなかった。
1952年よりドラマ・シリーズ部門から独立した。

## 受賞と候補作
- 太字のものが受賞作品。

### 1950年代
- 1952: The Red Skelton Show - NBC
  - The George Burns and Gracie Allen Show - CBS
  - The Herb Shriner Show - ABC
  - アイ・ラブ・ルーシー - CBS
  - You Bet Your Life - NBC

- 1953: アイ・ラブ・ルーシー - CBS
  - Adventures of Ozzie and Harriet - ABC
  - Amos 'n' Andy - CBS
  - The George Burns and Gracie Allen Show - CBS
  - Mister Peepers - NBC
  - Our Miss Brooks - CBS

- 1954: アイ・ラブ・ルーシー - CBS
  - The George Burns and Gracie Allen Show - CBS
  - Mister Peepers - NBC
  - Our Miss Brooks - CBS
  - Topper - CBS

- 1955: ダニー・トーマス・ショー - ABC
  - The George Burns and Gracie Allen Show - CBS
  - アイ・ラブ・ルーシー - CBS
  - Mister Peepers - NBC
  - Our Miss Brooks - CBS
  - Private Secretary - CBS

- 1956: The Phil Silvers Show - CBS
  - The Bob Cummings Show - NBC
  - Caesar's Hour - NBC
  - en:The George Gobel Show - NBC
  - The Jack Benny Program - CBS
  - ダニー・トーマス・ショー - ABC

- 1957: 受賞作なし

- 1958: The Phil Silvers Show - CBS
  - The Bob Cummings Show - NBC
  - Caesar's Hour - NBC
  - パパは何でも知っている - NBC

- 1959: The Jack Benny Program - CBS
  - The Bob Cummings Show - CBS
  - ダニー・トーマス・ショー - CBS
  - パパは何でも知っている - CBS・NBC
  - The Phil Silvers Show - CBS
  - The Red Skelton Show - NBC

### 1960年代
- 1960: The Jack Benny Program - CBS
  - ダニー・トーマス・ショー - CBS
  - パパは何でも知っている - CBS
  - The Red Skelton Show - CBS

- 1961: The Jack Benny Program - CBS
  - メイベリー110番 - CBS
  - Bob Hope Buick Show - NBC
  - Candid Camera - CBS
  - 原始家族フリントストーン - ABC

- 1962: ボブ・ニューハート・ショー - NBC
  - メイベリー110番 - CBS
  - Car 54, Where Are You? - NBC
  - Hazel - NBC
  - The Red Skelton Show - CBS

- 1963: The Dick Van Dyke Show - CBS
  - じゃじゃ馬億万長者 - CBS
  - McHale's Navy - ABC
  - The Danny Kaye Show with Lucille Ball - NBC

- 1964: The Dick Van Dyke Show - CBS
  - The Bill Dana Show - NBC
  - すてきなケティ - CBS
  - McHale's Navy - ABC
  - That Was The Week That Was - NBC

- 1965: 受賞作なし

- 1966: The Dick Van Dyke Show - CBS
  - Batman - ABC
  - 奥さまは魔女 - ABC
  - それ行けスマート - NBC
  - Hogan's Heroes - CBS

- 1967: ザ・モンキーズ (テレビドラマ) - NBC
  - メイベリー110番 - CBS
  - 奥さまは魔女 - ABC
  - それ行けスマート - NBC
  - Hogan's Heroes - CBS

- 1968: それ行けスマート - NBC
  - 奥さまは魔女 - ABC
  - ニューヨーク・パパ - CBS
  - Hogan's Heroes - CBS
  - ザ・ルーシー・ショー - CBS

- 1969: それ行けスマート - NBC
  - 奥さまは魔女 - ABC
  - ニューヨーク・パパ - CBS
  - Julia - NBC
  - The Ghost & Mrs. Muir - NBC

### 1970年代
- 1970: パパはメロメロ - NBC
  - ビル・コスビー・ショウ - NBC
  - エディの素敵なパパ - ABC
  - Love, American Style - ABC
  - Room 222 - ABC

- 1971: オール・イン・ザ・ファミリー - CBS
  - Arnie - CBS
  - Love, American Style - ABC
  - メアリー・タイラー・ムーア・ショウ - CBS
  - おかしなカップル - ABC

- 1972: オール・イン・ザ・ファミリー - CBS
  - メアリー・タイラー・ムーア・ショウ - CBS
  - おかしなカップル - ABC
  - Sanford and Son - NBC

- 1973: オール・イン・ザ・ファミリー - CBS
  - マッシュ - CBS
  - メアリー・タイラー・ムーア・ショウ - CBS
  - Maude - CBS
  - Sanford and Son - NBC

- 1974: マッシュ - CBS
  - オール・イン・ザ・ファミリー - CBS
  - メアリー・タイラー・ムーア・ショウ - CBS
  - おかしなカップル - ABC

- 1975: メアリー・タイラー・ムーア・ショウ - CBS
  - オール・イン・ザ・ファミリー - CBS
  - マッシュ - CBS
  - Rhoda - CBS

- 1976: メアリー・タイラー・ムーア・ショウ - CBS
  - オール・イン・ザ・ファミリー - CBS
  - バーニー・ミラー - ABC
  - マッシュ - CBS
  - Welcome Back, Kotter - ABC

- 1977: メアリー・タイラー・ムーア・ショウ - CBS
  - オール・イン・ザ・ファミリー - CBS
  - バーニー・ミラー - ABC
  - ボブ・ニューハート・ショー - CBS
  - マッシュ - CBS

- 1978: オール・イン・ザ・ファミリー - CBS
  - バーニー・ミラー - ABC
  - マッシュ - CBS
  - ソープ - ABC
  - スリーズ・カンパニー - NBC

- 1979: Taxi - ABC
  - オール・イン・ザ・ファミリー - CBS
  - バーニー・ミラー - ABC
  - マッシュ - CBS
  - モーク・アンド・ミンディ - ABC

### 1980年代
- 1980: Taxi - ABC
  - バーニー・ミラー - ABC
  - マッシュ - CBS
  - ソープ - ABC
  - WKRP in Cincinnati - CBS

- 1981: Taxi - ABC
  - バーニー・ミラー - ABC
  - マッシュ - CBS
  - ソープ - ABC
  - WKRP in Cincinnati - CBS

- 1982: バーニー・ミラー - ABC
  - Love, Sidney - NBC
  - マッシュ - CBS
  - Taxi - ABC
  - WKRP in Cincinnati - CBS

- 1983: チアーズ - NBC
  - Buffalo Bill - NBC
  - マッシュ - CBS
  - ニューハート - CBS
  - Taxi - NBC

- 1984: チアーズ - NBC
  - Buffalo Bill - NBC
  - ファミリータイズ - NBC
  - ケイト&アリー - CBS
  - ニューハート - CBS

- 1985: コスビー・ショー - NBC
  - チアーズ - NBC
  - ファミリータイズ - NBC
  - ケイト&アリー - CBS
  - Night Court - NBC

- 1986: ゴールデン・ガールズ - NBC
  - チアーズ - NBC
  - コスビー・ショー - NBC
  - ファミリータイズ - NBC
  - ケイト&アリー - CBS

- 1987: ゴールデン・ガールズ - NBC
  - チアーズ - NBC
  - コスビー・ショー - NBC
  - ファミリータイズ - NBC
  - Night Court - NBC

- 1988: 素晴らしき日々 - ABC
  - チアーズ - NBC
  - Frank's Place - CBS
  - ゴールデン・ガールズ - NBC
  - Night Court - NBC

- 1989: チアーズ - NBC
  - Designing Women - CBS
  - ゴールデン・ガールズ - NBC
  - TVキャスター マーフィー・ブラウン - CBS
  - 素晴らしき日々 - ABC

### 1990年代
- 1990: TVキャスター マーフィー・ブラウン - CBS
  - チアーズ - NBC
  - Designing Women - CBS
  - ゴールデン・ガールズ - NBC
  - 素晴らしき日々 - ABC

- 1991: チアーズ - NBC
  - Designing Women - CBS
  - ゴールデン・ガールズ - NBC
  - TVキャスター マーフィー・ブラウン - CBS
  - 素晴らしき日々 - ABC

- 1992: TVキャスター マーフィー・ブラウン - CBS
  - Brooklyn Bridge - CBS
  - チアーズ - NBC
  - Home Improvement - ABC
  - となりのサインフェルド - NBC

- 1993: となりのサインフェルド - NBC
  - チアーズ - NBC
  - Home Improvement - ABC
  - The Larry Sanders Show - HBO
  - TVキャスター マーフィー・ブラウン - CBS

- 1994: そりゃないぜ!? フレイジャー - NBC
  - Home Improvement - ABC
  - The Larry Sanders Show - HBO
  - あなたにムチュー - NBC
  - となりのサインフェルド - NBC

- 1995: そりゃないぜ!? フレイジャー - NBC
  - フレンズ - NBC
  - The Larry Sanders Show - HBO
  - あなたにムチュー - NBC
  - となりのサインフェルド - NBC

- 1996: そりゃないぜ!? フレイジャー - NBC
  - フレンズ - NBC
  - The Larry Sanders Show - HBO
  - あなたにムチュー - NBC
  - となりのサインフェルド - NBC

- 1997: そりゃないぜ!? フレイジャー - NBC
  - 3rd Rock from the Sun - NBC
  - The Larry Sanders Show - HBO
  - あなたにムチュー - NBC
  - となりのサインフェルド - NBC

- 1998: そりゃないぜ!? フレイジャー - NBC
  - 3rd Rock from the Sun - NBC
  - アリー my Love - Fox
  - The Larry Sanders Show - HBO
  - となりのサインフェルド - NBC

- 1999: アリー my Love - Fox
  - HEY!レイモンド - CBS
  - そりゃないぜ!? フレイジャー - NBC
  - フレンズ - NBC
  - セックス・アンド・ザ・シティ - HBO

### 2000年代
- 2000: ふたりは友達? ウィル&グレイス - NBC
  - HEY!レイモンド - CBS
  - そりゃないぜ!? フレイジャー - NBC
  - フレンズ - NBC
  - セックス・アンド・ザ・シティ - HBO

- 2001: セックス・アンド・ザ・シティ - HBO
  - HEY!レイモンド - CBS
  - そりゃないぜ!? フレイジャー - NBC
  - マルコム in the Middle - Fox
  - ふたりは友達? ウィル&グレイス - NBC

- 2002: フレンズ - NBC
  - ラリーのミッドライフ★クライシス - HBO
  - HEY!レイモンド - CBS
  - セックス・アンド・ザ・シティ - HBO
  - ふたりは友達? ウィル&グレイス - NBC

- 2003: HEY!レイモンド - CBS
  - ラリーのミッドライフ★クライシス - HBO
  - フレンズ - NBC
  - セックス・アンド・ザ・シティ - HBO
  - ふたりは友達? ウィル&グレイス - NBC

- 2004: アレステッド・ディベロプメント - ABC
  - ラリーのミッドライフ★クライシス - HBO
  - HEY!レイモンド - CBS
  - セックス・アンド・ザ・シティ - HBO
  - ふたりは友達? ウィル&グレイス - NBC

- 2005: HEY!レイモンド - CBS
  - アレステッド・ディベロプメント - ABC
  - デスパレートな妻たち - ABC
  - Scrubs〜恋のお騒がせ病棟 - NBC
  - ふたりは友達? ウィル&グレイス - NBC

- 2006: The Office - NBC
  - アレステッド・ディベロプメント - Fox
  - ラリーのミッドライフ★クライシス - HBO
  - Scrubs〜恋のお騒がせ病棟 - NBC
  - チャーリー・シーンのハーパー★ボーイズ - CBS

- 2007: 30 ROCK/サーティー・ロック - NBC
  - アントラージュ★オレたちのハリウッド - HBO
  - The Office - NBC
  - チャーリー・シーンのハーパー★ボーイズ - CBS
  - アグリー・ベティ - ABC

- 2008: 30 ROCK/サーティー・ロック - NBC
  - ラリーのミッドライフ★クライシス - HBO
  - アントラージュ★オレたちのハリウッド - HBO
  - The Office - NBC
  - チャーリー・シーンのハーパー★ボーイズ - CBS

- 2009: 30 ROCK/サーティー・ロック - NBC
  - アントラージュ★オレたちのハリウッド - HBO
  - ファミリー・ガイ - Fox
  - Flight of the Conchords - FX
  - ママと恋に落ちるまで - CBS
  - The Office - NBC
  - Weeds ママの秘密 - Showtime

### 2010年代
- 2010: モダン・ファミリー - ABC
  - 30 ROCK/サーティー・ロック - NBC
  - ラリーのミッドライフ★クライシス - HBO
  - glee/グリー - Fox
  - ナース・ジャッキー - Showtime
  - The Office - NBC

- 2011: モダン・ファミリー - ABC
  - 30 ROCK/サーティー・ロック - NBC
  - ビッグバン★セオリー/ギークなボクらの恋愛法則 - CBS
  - glee/グリー - Fox
  - The Office - NBC
  - パークス・アンド・レクリエーション - NBC

- 2012: モダン・ファミリー - ABC
  - 30 ROCK/サーティー・ロック - NBC
  - ビッグバン★セオリー/ギークなボクらの恋愛法則 - CBS
  - ラリーのミッドライフ★クライシス - HBO
  - GIRLS/ガールズ - HBO
  - Veep/ヴィープ - HBO

- 2013: モダン・ファミリー - ABC
  - 30 ROCK/サーティー・ロック - NBC
  - ビッグバン★セオリー/ギークなボクらの恋愛法則 - CBS
  - GIRLS/ガールズ - HBO
  - Louie - FX
  - Veep/ヴィープ - HBO

- 2014: モダン・ファミリー - ABC
  - ビッグバン★セオリー/ギークなボクらの恋愛法則 - CBS
  - GIRLS/ガールズ - HBO
  - Louie - FX
  - 30 ROCK/サーティー・ロック - NBC
  - Veep/ヴィープ - HBO

- 2015: Veep/ヴィープ - HBO
  - Louie - FX
  - モダン・ファミリー - ABC
  - パークス・アンド・レクリエーション - NBC
  - シリコンバレー - HBO
  - トランスペアレント - Amazonビデオ
  - アンブレイカブル・キミー・シュミット - Netflix

- 2016: Veep/ヴィープ - HBO
  - Black-ish - ABC
  - マスター・オブ・ゼロ - Netflix
  - モダン・ファミリー - ABC
  - シリコンバレー - HBO
  - トランスペアレント - Amazonビデオ
  - アンブレイカブル・キミー・シュミット - Netflix

- 2017: Veep/ヴィープ - HBO
  - マスター・オブ・ゼロ - Netflix
  - アンブレイカブル・キミー・シュミット - Netflix
  - シリコンバレー - HBO
  - モダン・ファミリー - ABC
  - アトランタ - FX
  - Black-ish - ABC

- 2018: マーベラス・ミセス・メイゼル - Amazonビデオ
  - アトランタ - FX
  - バリー - HBO
  - Black-ish - ABC
  - ラリーのミッドライフ★クライシス - HBO
  - GLOW: ゴージャス・レディ・オブ・レスリング - Netflix
  - シリコンバレー - HBO
  - アンブレイカブル・キミー・シュミット - Netflix

- 2019: Fleabag フリーバッグ - Amazonビデオ
  - バリー - HBO
  - グッド・プレイス - NBC
  - マーベラス・ミセス・メイゼル - Amazonビデオ
  - ロシアン・ドール: 謎のタイムループ - Netflix
  - シッツ・クリーク - Pop TV（英語版）
  - Veep/ヴィープ - HBO

### 2020年代
- 2020: シッツ・クリーク - Pop TV
  - ラリーのミッドライフ★クライシス - HBO
  - グッド・プレイス - NBC
  - デッド・トゥ・ミー 〜さようならの裏に〜 - Netflix
  - インセキュア - HBO
  - コミンスキー・メソッド - Netflix
  - マーベラス・ミセス・メイゼル - Prime Video
  - What We Do in the Shadows（英語版） - FX
- 2021: テッド・ラッソ　破天荒コーチがゆく - Apple TV＋
  - ブラッキッシュ - ABC
  - コブラ会 - Netflix
  - エミリー、パリへ行く - Netflix
  - Hacks（英語版） - HBO Max
  - フライト・アテンダント - HBO Max
  - コミンスキー・メソッド - Netflix
  - Pen15 - Hulu